# قطعنامه ۱۲۸۷ شورای امنیت
قطعنامه ۱۲۸۷ شورای امنیت سازمان ملل متحد که در تاریخ ۳۱ ژانویه ۲۰۰۰ تصویب شد، سندی بین‌المللی دربارهٔ بررسی وضعیت در گرجستان است. این قطعنامه طی نشست ۴۰۹۴ام با ۱۵ رای موافق، ۰ مخالف و ۰ ممتنع تصویب شد.